# Shidō shōgun

Regiones a las que fueron asignados los shidō shōgun según el Nihonshoki.

Los shidō shōgun (四道将軍 shogunes de los cuatro caminos?) es una leyenda que aparece en el volumen 5 del Nihonshoki, uno de los más antiguos libros que narra el origen de Japón desde un punto de vista mitológico y que fue terminado de compilar en el año 720.
Dicha leyenda cuenta que el Emperador Sujin, en el décimo año de su reinado (alrededor del 88 a. C.), organizó un gran movimiento militar en el que cuatro miembros de la familia imperial fueron enviados a los cuatro puntos cardinales con el objetivo de apaciguar las zonas a donde cada uno fue designado. Los comandantes enviados y su destino fueron los siguientes:
- Ōbiko no Mikoto fue enviado al norte (Hokurikudō)
- Takenunakawawake no Mikoto al este (Tokaidō)
- Kibitsuhiko no Mikoto al oeste (San'yōdō)
- Tanba no Michi no Ushi no Mikoto al sur (Provincia de Tanba)

Según dicha crónica, los comandantes regresaron triunfantes seis meses después de su partida y se reunieron en la capital, lo cual hubiera sido imposible debido a que eso hubiera significado que las tropas de Yamato debieron de haber marchado por cientos de kilómetros en tan sólo algunos meses.
La leyenda de los shidō shōgun sirvió de excusa para la aristocracia gobernante, ya que se crearon registros extensos de interminables genealogía desde dichos comandantes hasta la familia gobernante, lo que los justificaba a gobernar de una forma despótica en su jurisdicción.